# Элерон-3
Элерон-3 — комплекс ближнего действия воздушной разведки и наблюдения с беспилотными летательными аппаратами, разработанный российским предприятием ЭНИКС.

## Назначение
Комплекс предназначен для круглосуточного ведения воздушной оптикоэлектронной разведки.

## Модификации
- Модель Элерон-3СВ — произведена для сухопутных войск Вооруженных сил России.
- Модель Элерон-Б — экспортный вариант БПЛА Элерон-3.

## Решаемые задачи
- визуальный поиск оператором объектов разведки в режиме реального времени;
- обнаружение и распознавание объектов разведки;
- определение точного местоположения объектов разведки с отображением на наземном пульте управления координат объекта посредством ГЛОНАСС или ГЛОНАСС/GPS;
- аэрофотосъёмка местности.

## Состав комплекса
- Беспилотный летательный аппарат Т28 — 2 шт.;
- Сменная модульная полезная нагрузка;
- Наземный пункт управления;
- Стартовые устройства.

## На вооружении
Россия
- — 22 единицы[1][2].

## Технические характеристики
Технические характеристики комплекса согласно данным производителя:
| Наименование                                                                               | Показатели    |
| ------------------------------------------------------------------------------------------ | ------------- |
| Рабочий диапазон высот применения, относительно точки запуска, м                           | 3000          |
| Максимальное время полёта БПЛА на аккумуляторной батарее, мин.                             | 100           |
| Максимальная дальность ведения разведки в режиме «на связи», км                            | не менее 25   |
| Максимальная дальность ведения разведки в режиме «без связи» (с записью на накопитель), км | не менее 50   |
| Диапазон воздушных скоростей горизонтального полёта, км/ч                                  | 70 — 130      |
| Диапазон рабочих температур, °С                                                            | от −20 до +40 |
| Диапазон предельных температур, °С                                                         | от −40 до +50 |
| Время развертывания (свертывания) комплекса, мин.                                          | не более 10   |
| Боевой расчёт, человек                                                                     | 2             |
| Срок службы, лет                                                                           | 5             |
| Габаритные размеры рюкзаков-контейнеров, мм                                                | 830×560×230   |

## Режимы полёта
Возможные режимы выполнения полётного задания:
- ручной;
- автоматический возврат по заранее запрограммированной траектории;
- «удержание» объекта в поле кадра;
- облёт заданной точки;
- измерение скорости ветра;
- пикирование.

## Боевое применение
- Элерон-3 применяется в боевых действиях против ИГ в Военной операции в Сирии в составе Авиационной группы ВВС России в Сирии[5].
- Элерон-3СВ использовался Россией и сепаратистами в войне в Донбассе[6][7]. В июле 2019 года Элерон-3СВ без видимого идентификационного номера был перехвачен бойцами «Азова» в районе Светлодарска[7][8].
- Применяется Россией во время вторжения на Украину[9][10].